# Wilhelm Heinrich Carl Mosche

Carl Mosche

Wilhelm Heinrich Carl Mosche, auch Karl Mosche (* 28. Juli 1796 in Frankfurt am Main; † 27. Januar 1856  in Lübeck) war ein deutscher Pädagoge und Komponist.

## Leben
Carl Mosche war neben vier Töchtern der einzige Sohn von Christian Julius Wilhelm Mosche, der zum Zeitpunkt seiner Geburt dritter Lehrer am Frankfurter Gymnasium war. 1806 wurde der Vater zum Direktor des Katharineums berufen, und die Familie zog nach Lübeck. 
Er besuchte das Katharineum bis zum Abitur Ostern 1814 und studierte Evangelische Theologie an den Universitäten Leipzig, Göttingen und Berlin. Anfang 1819 bot man ihm die durch die Beförderung Ferdinand Heinrich Grautoffs zum 3. Professor freigewordene Stelle eines Collaborators am Katharineum an. Mosche nahm an und unterrichtete ab Ostern 1819, zunächst nicht ohne Schwierigkeiten. Doch mit der Zeit gewann er mit dem Vertrauen zu sich selbst auch das Vertrauen und die Liebe derjenigen, die sich an ihm heranbilden sollten. Am 24. März 1838 wurde er zum Professor ernannt. 
Mosches Leidenschaft galt den Künsten und insbesondere der Musik. 1835 führte er Gesangsklassen ein, leitete lange Jahre den Schulchor und komponierte eine beträchtliche Zahl von Musikalien, darunter Lieder und Motetten sowie Psalmen und Oratorien, von denen jedoch nur eines, die Erbauung Jerusalems aufgeführt wurde. 
Mosche war mit dem reformierten Pastor Johannes Geibel befreundet und Musiklehrer seines Sohnes, des später als Dichter berühmten Emanuel Geibel. Mosche veröffentlichte schon 1836 Vertonungen von sechs Gedichten Geibels und war damit der erste von vielen Komponisten, die Geibels Gedichte vertonten.

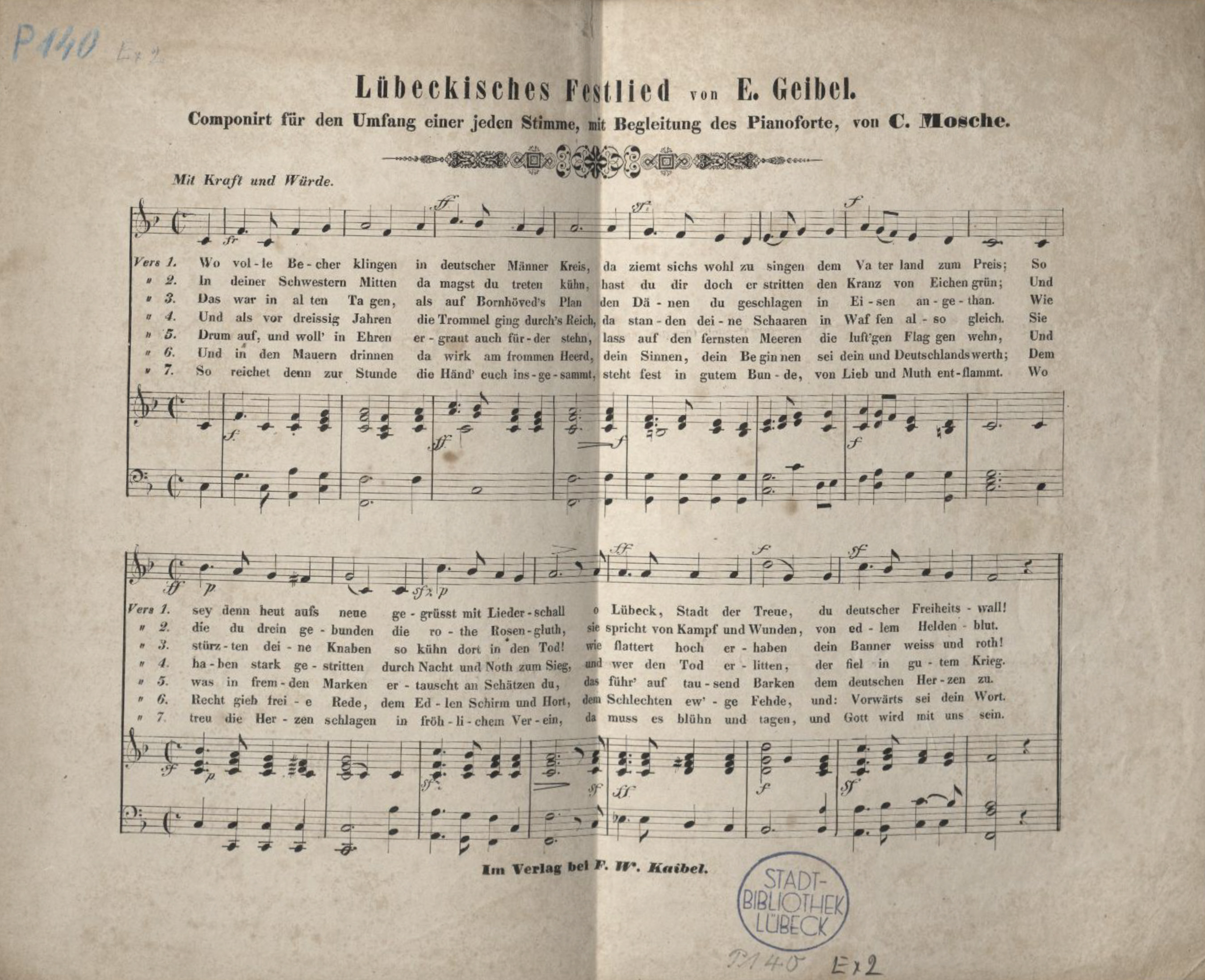
Mosches Vertonung des Lübeckischen Nationallieds

Mosches Vertonung des Lübeckischen Nationallieds konnte sich jedoch nicht durchsetzen. Zu seinen Schülern im Gesangunterricht zählte auch Theodor Storm.
Er engagierte sich in der Gesellschaft zur Beförderung gemeinnütziger Tätigkeit, verfasste Artikel für die Lübeckischen Blätter und war im Vorstand der Lübecker Bibelgesellschaft und der Lübecker Missionsgesellschaft.
Er war seit 1825 verheiratet und hinterließ neben seiner Frau, eine Tochter Emilie, und einen Sohn Julius. Eine zweite Tochter Josephine war kurz vor ihm verstorben. 
Am 31. Januar 1856 wurde er unter dem Geleit des gesamten Kollegiums und sämtlicher Klassen in der Gruft des Katharineums auf dem Burgtorfriedhof beigesetzt.

## Werke

### Schriften
- Untersuchung über das Wort Kirche mit Rücksicht auf Sprache und Geschichte. Lübeck: Rathsbuchdruckerei 1845 (Digitalisat) (Gratulationsschrift namens der Professoren des Katharineums für Georg Christian Green zur Wahl in den Senat)
- Die Musik des griechischen Alterthumes als Vorbild für die Musik unserer Zeit: ein Beitrag zur Würdigung unseres musikalischen Standpunktes. Lübeck: Borchers 1848
- Die Ausbildung der Musik in der christlichen Kirche. Lübeck 1849
- Das Kirchenlied der Reformationszeit des 16ten Jahrhunderts: eine Weckstimme für die Gegenwart; Denkschrift an alle Freunde und Beförderer des deutschen Volksgesanges. Lübeck: Rohden 1849 (Digitalisat)
- (posthum, hrsg. von Friedrich Breier): Vier Schulreden aus Mosche's Nachlass. (1. Des Schülers Heimat. 2. Vom falschen Selbstvertrauen. 3. Von der Selbsttäuschung. 4. Lebe für die Schule.) Lübeck: Ratsdruckerei 1859

### Kompositionen
- Der hundert und dreissigste Psalm in Musik gesetzt für Sopran, Alt, Tenor und Bass mit Begleitung des Pianoforte; op. 1. Leipzig: Friese
- Dem Erlöser: Motette für Sopran, Alt, Tenor und Bass mit Begleitung des Pianoforte oder der Orgel ad lib.; op. 2. Leipzig: Schubert
- 6 deutsche Lieder von Emanuel Geibel. Op. 3, Leipzig: Schubert 1836
- Das Heil des Kreuzes: ein Charfreitags-Oratorium. (1852) Digitalisat des Autographs, Signatur Mus A 201, Stadtbibliothek (Lübeck)
- Oratorium Die Erbauung Jerusalems.
- Festhymne zur 400jährigen Gedächtnisfeier Guttenbergs und der Erfindung der Buchdruckerkunst, 1840. Autograph (unvollständig). Dieser Hymne ist der Text einer weiteren Hymne mit dem Titel Hymne zum Gedächtnis des deutschen Freiheitskampfes für Chor und Orchester unterlegt. Digitalisat der Stadtbibliothek (Lübeck)
- Psalm 23 "Der Herr ist mein Hirte" für dreistimmigen Frauen- oder Knabenchor. Vermutlich Autograph, Stadtbibliothek Lübeck, Mus R 425 (Digitalisat)